# 正木孝之

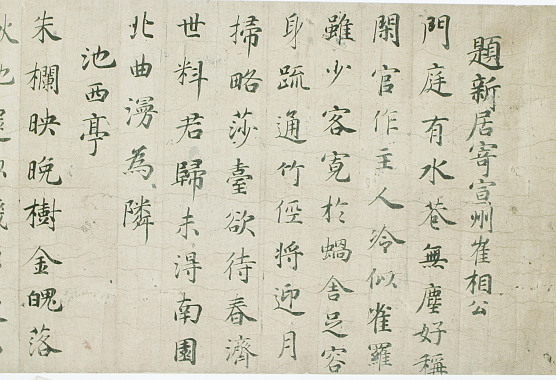
国宝・小野道風筆三体白氏詩巻（正木孝之収集）

正木 孝之（まさき たかゆき、1895年 - 1985年）は、日本の実業家・美術コレクター・庄屋当主・素封家。正木美術館創設者。

## 略歴
正木孝之は、明治28年、和泉市池上町に南玄亥三郎の六男として生まれ、私立関西商工学校（現・関西大倉高等学校）土木科に入り、卒業と同時に南定翁の尽力により大阪電気軌道株式会社（近鉄の前身）に入り、大阪・奈良間の軌道敷設工事の設計監督を司り、開通後3・4年後に退社、25歳で工務所を自営、昭和8年から堺市にある映画館経営に転向、その間、23歳のときに遠縁にあたる正木家の養子となり、その翌年頃から蒐集活動を開始した。後に、茶道の大成者・千利休を生んだ堺に隣接する大阪府泉北郡忠岡町にある正木美術館（1968年開館）を創設することになる。同美術館は、今では、大阪観光局や同府泉北郡忠岡町が推奨する観光スポットになっている。
正木孝之は、代々続いてきた庄屋の当主として歴史や伝統文化に対する関心を自ずと身につけ、その上、若いころから工務所や映画館の経営で財を成したことにより、早くからコレクターの道を歩み始めた。
その収集の対象は、はじめ当時の一流の日本画家の作品であったが、戦後の混乱期が、孝之のコレクターとしての活動の方向を、大きく変えることになる。当時、かつての豪商や財閥家の経済的事情（戦後の預金封鎖等）から代々受け継がれてきた古美術品が蔵から出され、散逸しかねない状況にあった。正木孝之は収集の主な方向を、東洋古美術品、特に中世の禅宗文化の墨蹟と水墨画、あるいは茶道具と定めるようになった。
正木孝之が約半世紀にわたって収集した東洋・日本の古美術、例えば、楷行草の書体を1巻に書き分けた小野道風筆『三体白氏詩巻』、和様の確立された書風を示す藤原行成筆『後嵯峨院本白氏詩巻』『大燈国師墨跡』の3点の国宝のほか、重要文化財11点などが、正木美術館所蔵品として、公開されている。

## 鴻池家から国宝入手
「昭和26年ごろのある時、めったに百貨店に入ったことのない私が、めずらしく高麗橋三越で買物をしていると、肩をたたく人があった。近くに店をもち茶道具を主とする骨董商…の主人井上正三さんである。そのころ私は墨蹟や水墨画を主として大物買いの評判が立っていたせいであろう。一時間ほど後で店へおいでなさい、とのこと。行ってみると、釜をかけて待っていてくれ、こういうものがある、と持出されたのが、なんと藤原行成の白氏詩巻と大燈国師の墨蹟双幅で、鴻池家から出たものという。私は、神品の前に言葉もなく心臓が高鳴る思いであったが、即座に頂戴することとし、稀代の名品にめぐりあったことにこころから感謝した。ところが、井上さんはさらに云う、熱心な貴方のことだから…得させてあげよう、と言い残して出かけて行った。三十分ほど待っていると、やがて、箱を小脇に抱えて帰ってきた。焼け残った鴻池家の…お倉番に、酒の好きな人に見せてやりたいから、といって…きたのである。これはまた驚くべし、小野道風の三体白氏詩巻であった。私の心臓はたちまちとドキドキと、言葉もしどろもどろ、ショックは一方ではなかった。
井上さんは見るだけと断っていたのだが、さて実物を眼の前にしてそれだけで納まるものではない。何んとしても手に入れたい。そこで渋る井上さんに頼み込み、倉番を通じて鴻池家の嵐山の別荘に電話をかけ、無理と知りつつ譲っていただきたいとお願いしたが、勿論断られた。それにひるまず何度も電話をかける。こうしてねばること約五時間、最後に道風だけは譲るわけには行かない。しかし、折角のことだから今晩家内と相談しておく、との鴻池家のご返事に、ひとまず打ち切ったのは午後十一時ごろであったであろうか、その夜は井上さんから買い入れた行成と大燈の一点を持ち帰り、さて翌朝また電話でお伺いすると、それほど懇望されるならば、道風もさだめし処を得るわけだから、お譲りしてもよい、とのご返事で、遂に本望を達することができた。しかし、その支払は、分割でなくては私には不可能だ。一方井上さんは全額即金で鴻池家に納めねばならない。それでも井上さんは私の無理をきき入れてよく計らってくれた。私は今でも昔お世話になった南定翁、大軌で面倒をみていただいた社長の金森又一郎氏などと共に、国宝三点を授けて下さった井上正三翁の霊につねに感謝している。」。

## ギャラリー

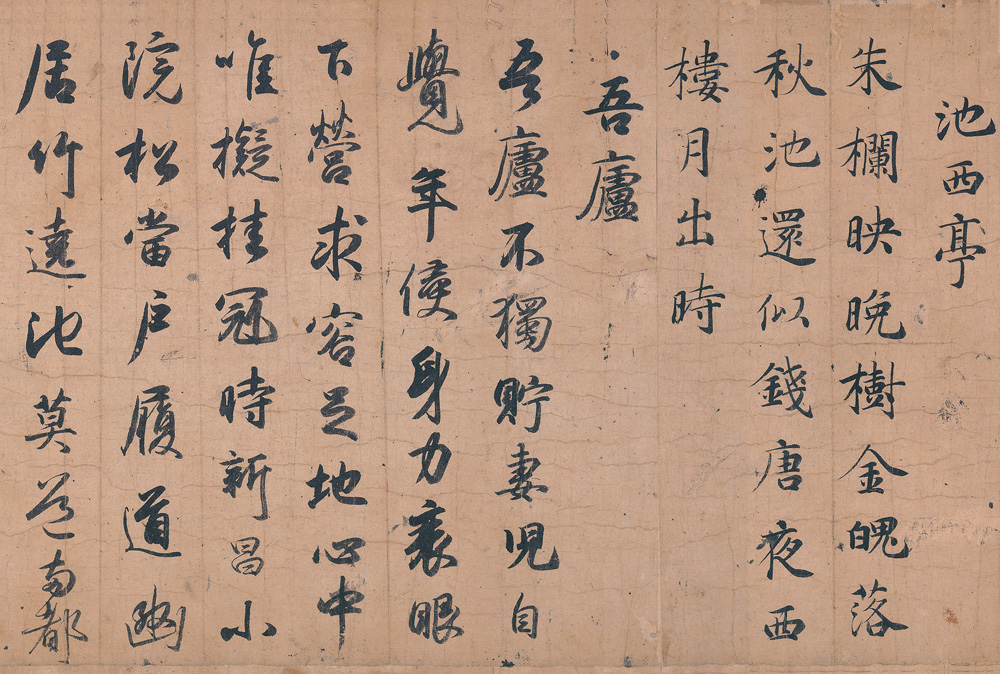
小野道風筆「三体白氏詩巻」（部分）（国宝、平安時代）
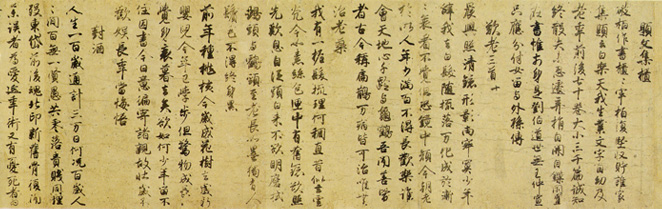
藤原行成筆「後嵯峨院本白氏詩巻」（国宝、平安時代）
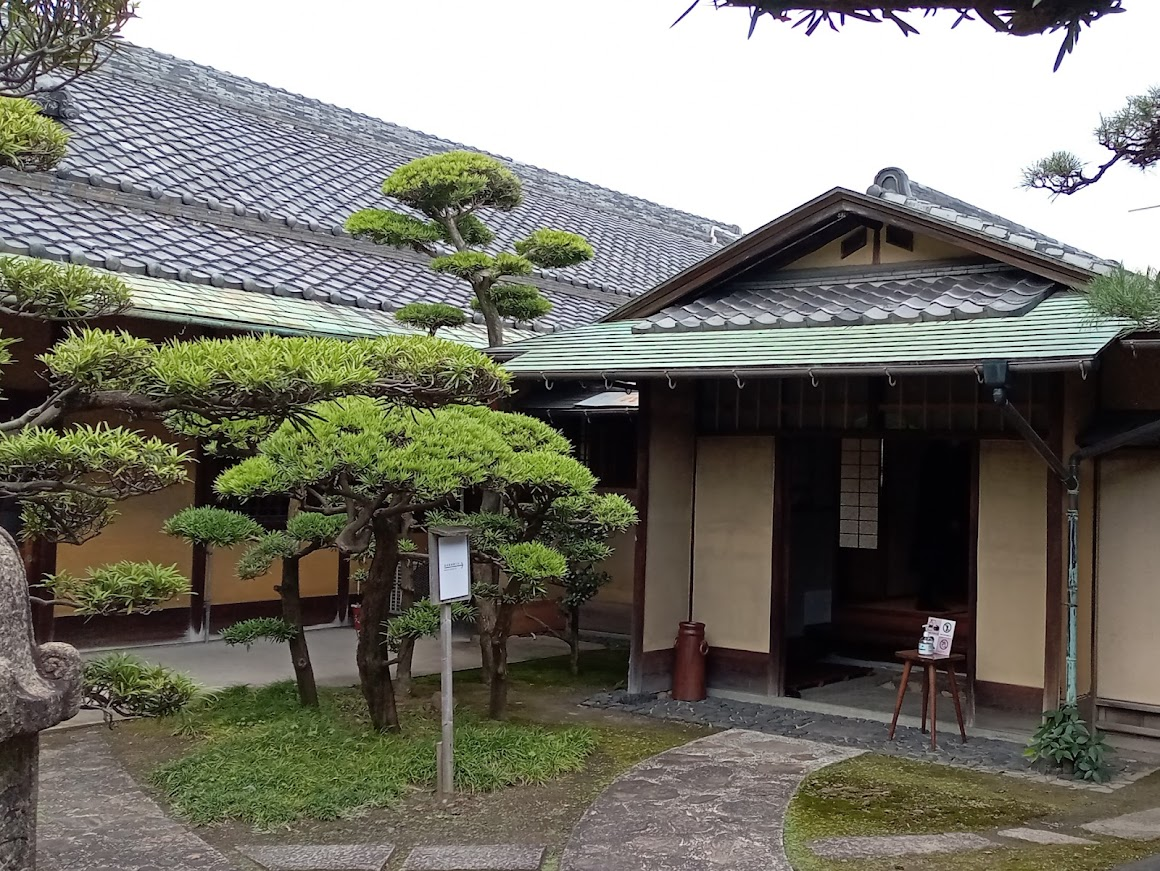
正木記念邸主屋玄関側（登録有形文化財）
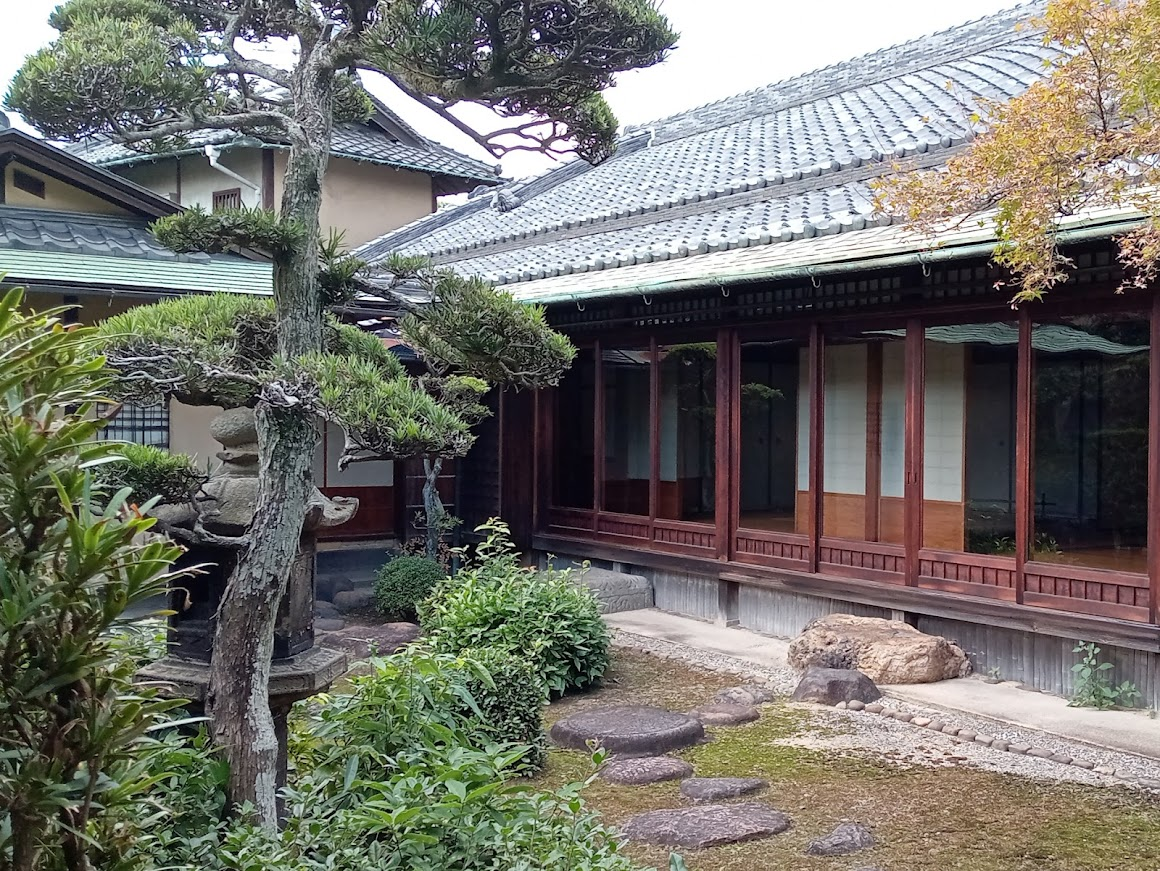
正木記念邸主屋廊下側（登録有形文化財）
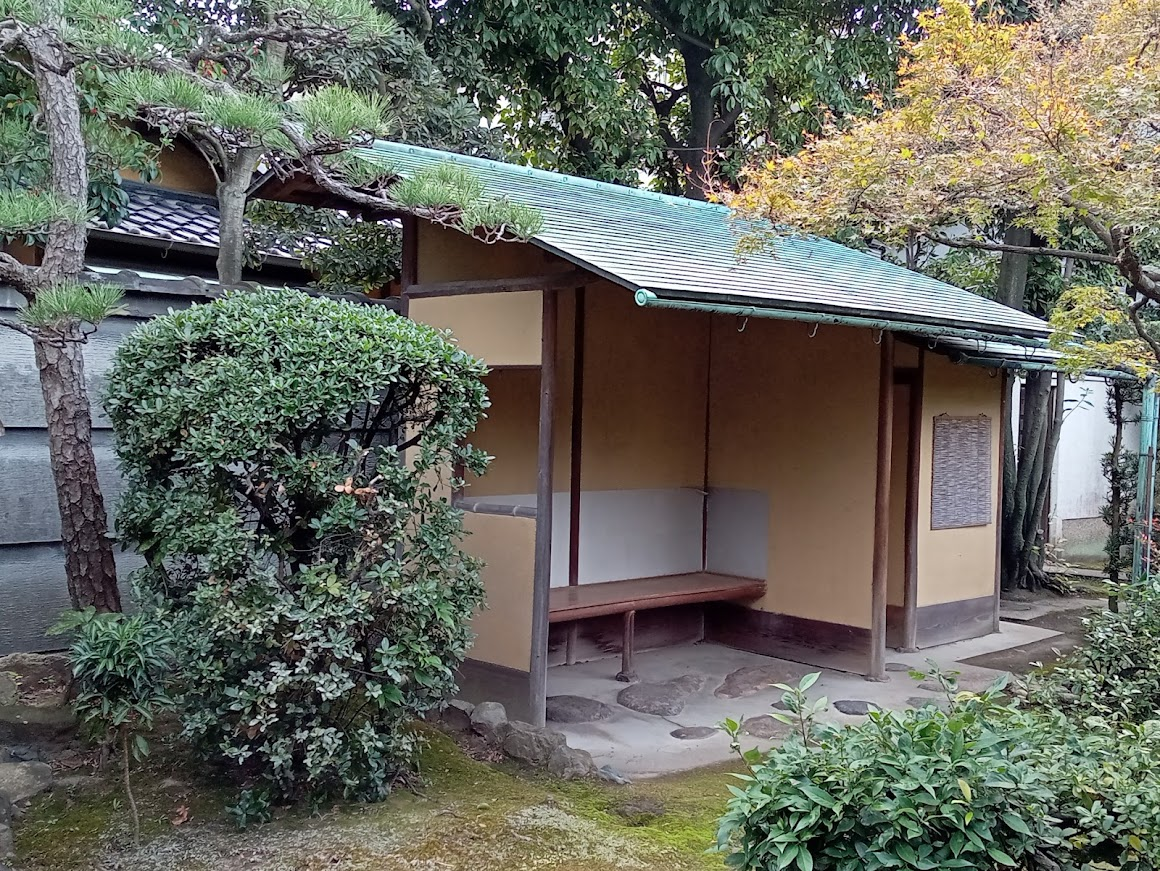
正木記念邸腰掛待合（登録有形文化財）
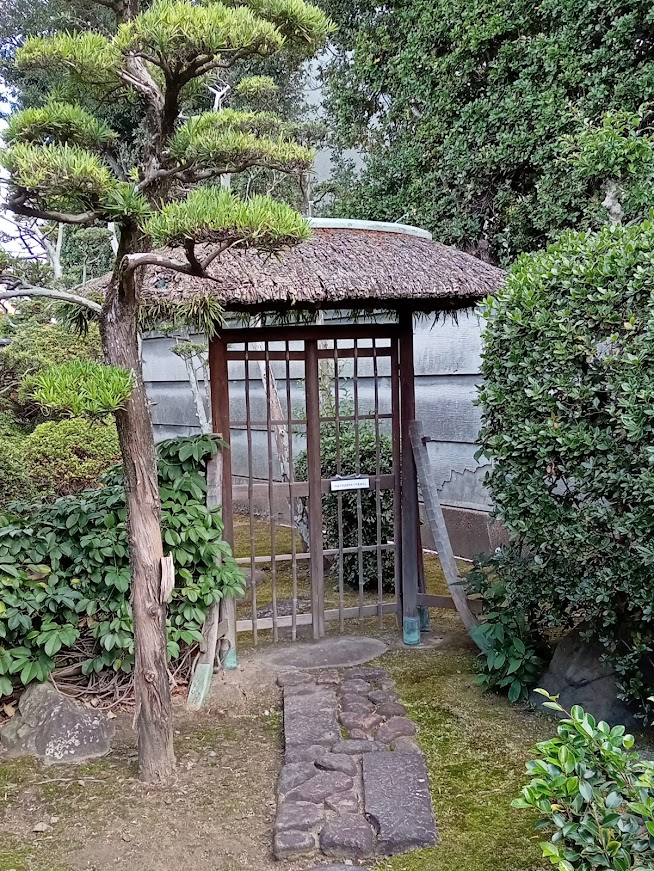
正木記念邸中門（登録有形文化財）
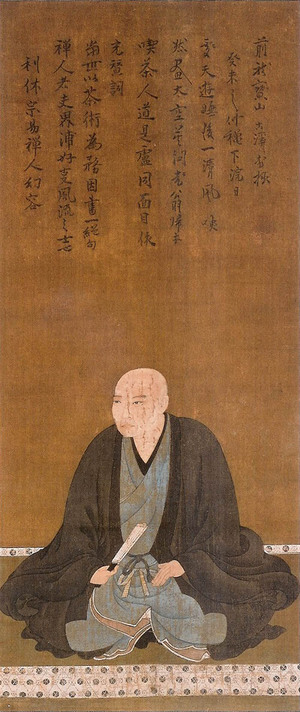
絹本著色千利休像（1566年）
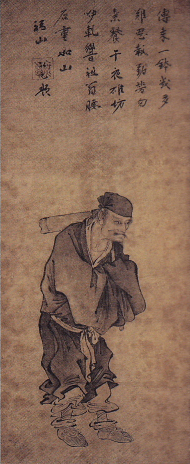
絹本墨画淡彩六祖図（鎌倉時代）
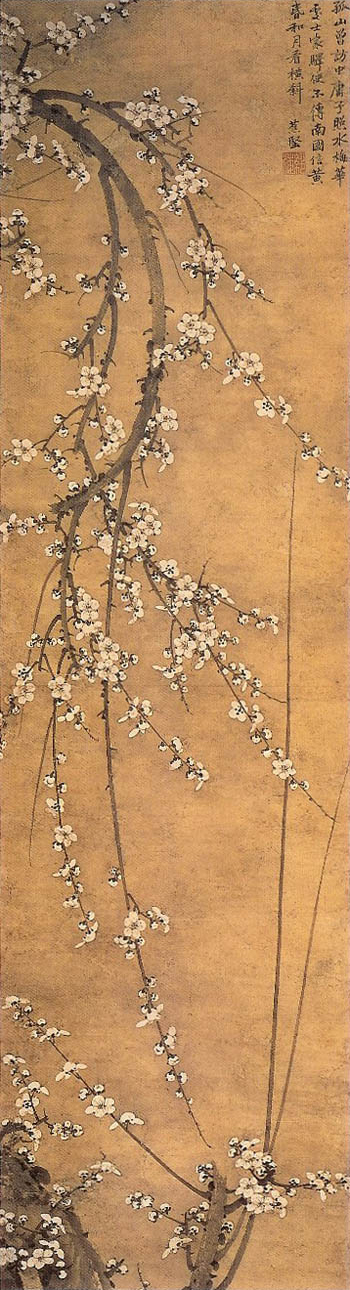
紙本墨画梅花図（室町時代）
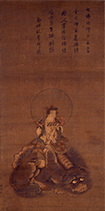
絹本著色騎獅文殊像 良全筆（南北朝時代）
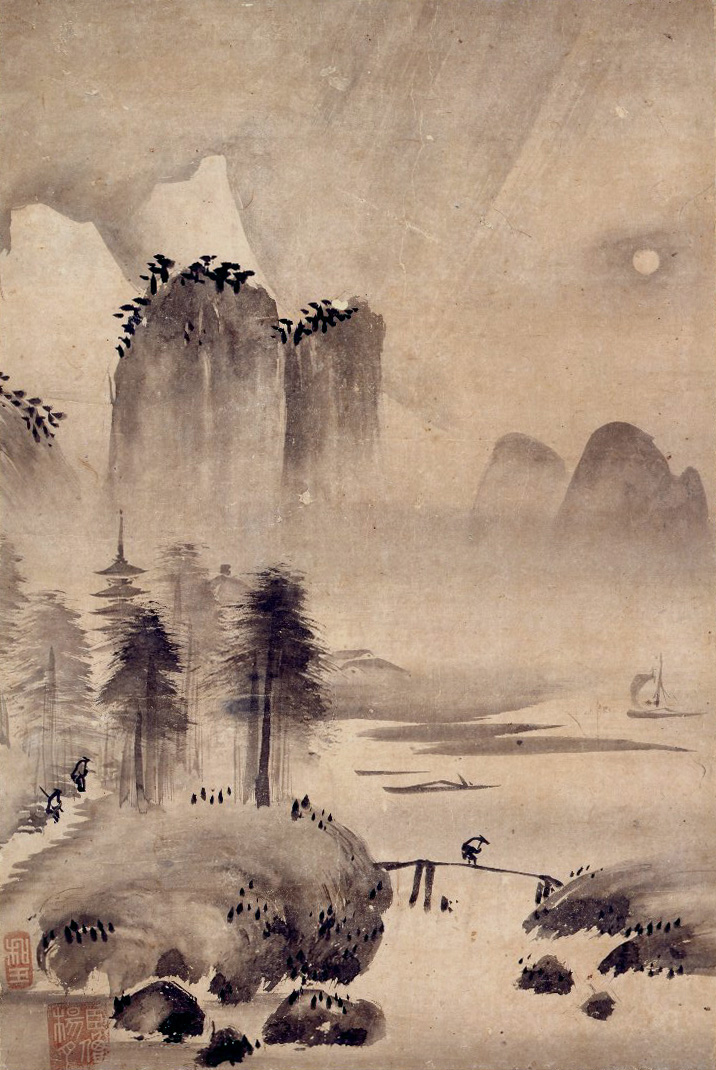
雨月山水図 和玉楊月筆（室町時代）
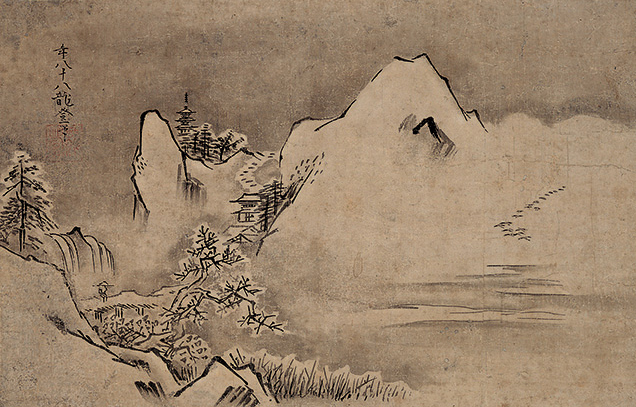
雪景山水図 龍登筆（室町時代）
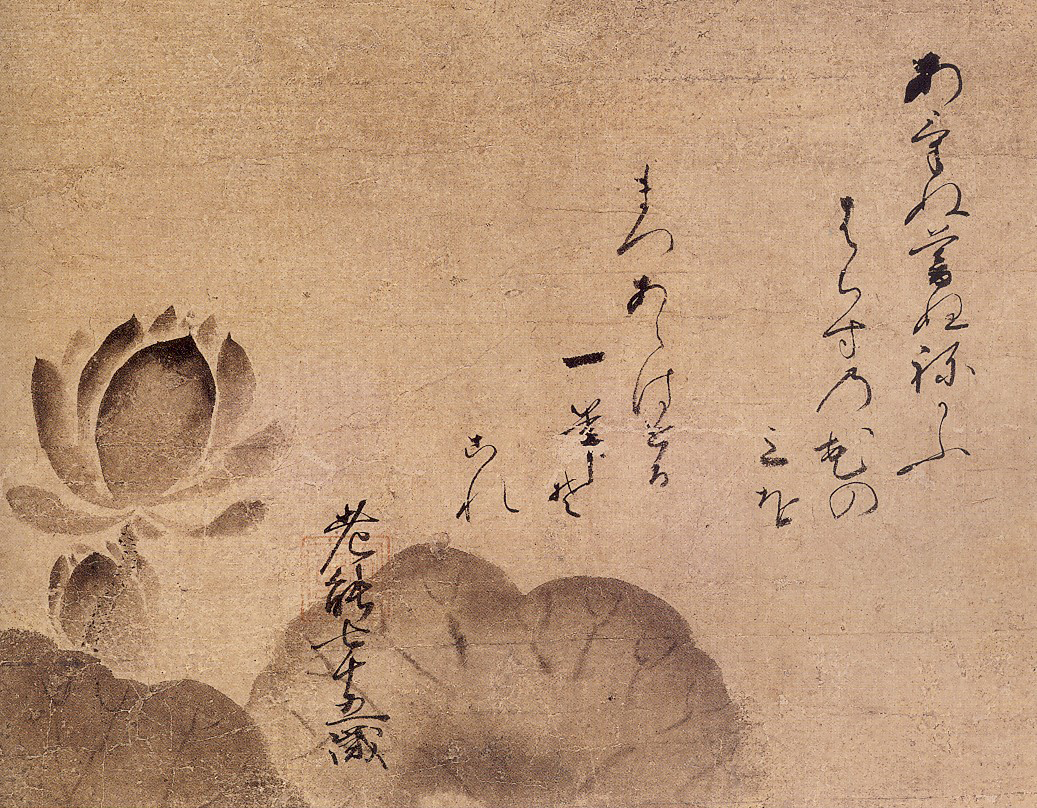
蓮図 能阿弥筆（室町時代）
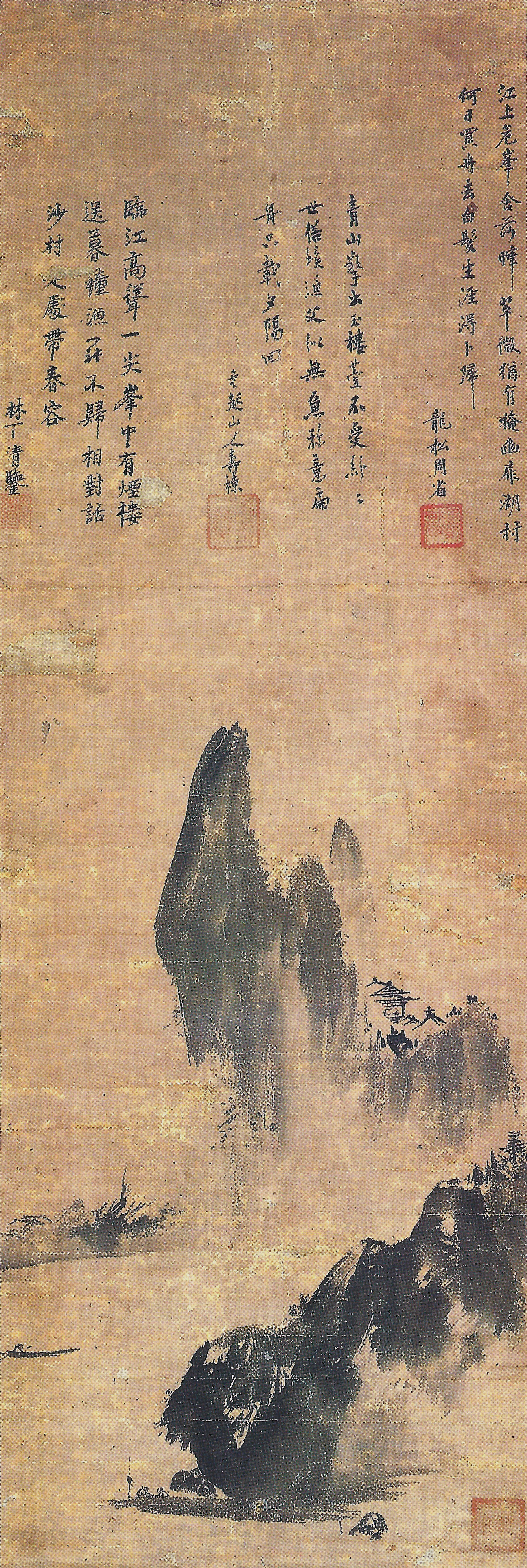
紙本墨画山水図 拙宗筆（室町時代）
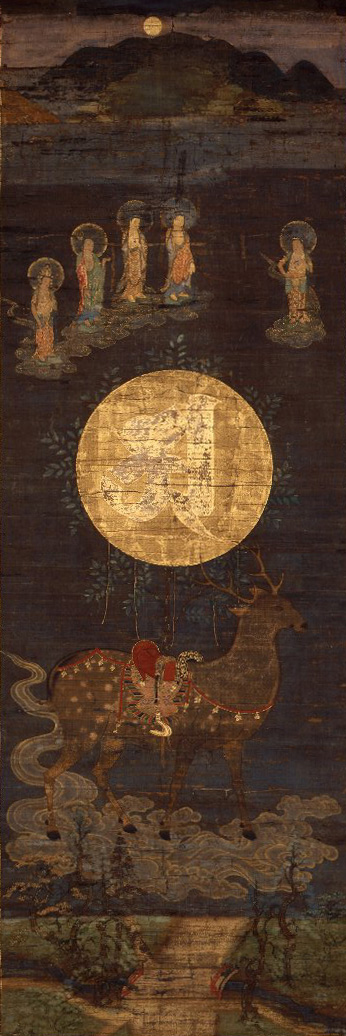
春日鹿曼荼羅（室町時代）
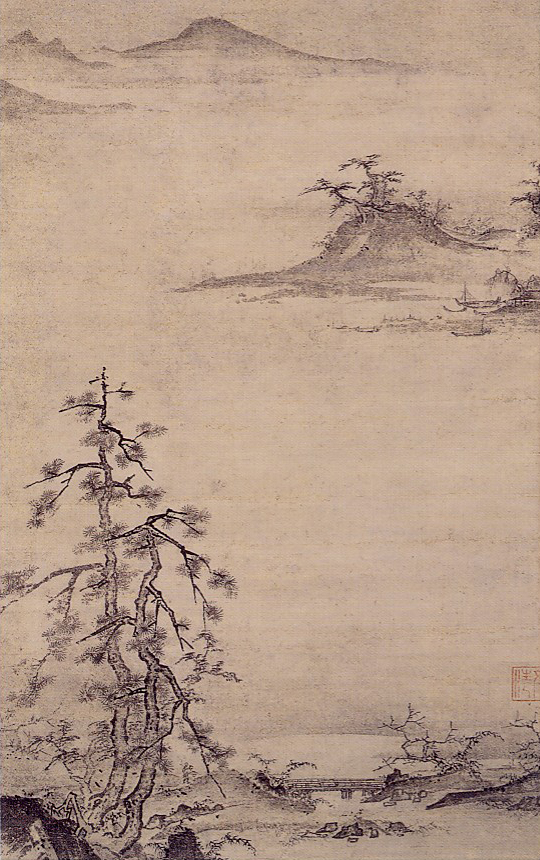
紙本墨画山水図　文清筆（室町時代）
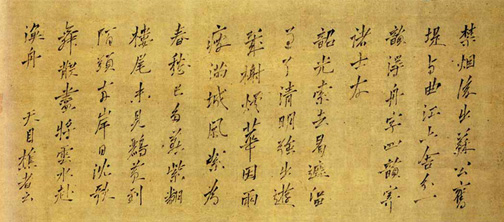
滅翁文礼墨蹟 七言律詩（南宋〈1127年-1279年〉）
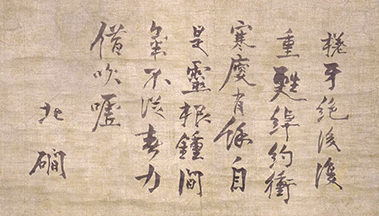
北礀居簡墨蹟 七言絶句（南宋〈1127年-1279年〉）
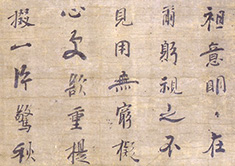
虚堂智愚墨蹟 送僧偈 咸淳戊辰閏正（1268年）
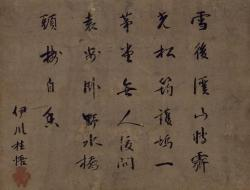
了庵桂悟墨蹟 七絶（室町時代）
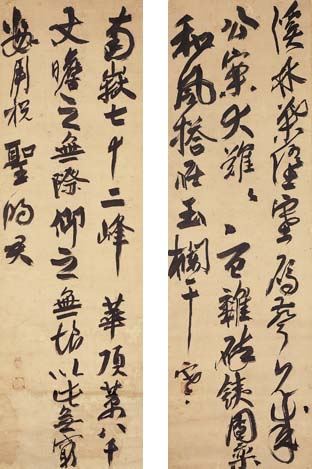
渓林偈・南獄偈（14世紀）
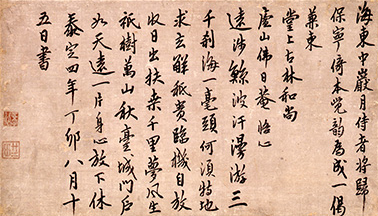
竺田悟心墨蹟 中巖円月送別偈 泰定四年八月十五日（1327年）